# Saumeray
Saumeray település Franciaországban, Eure-et-Loir megyében. Lakosainak száma 467 fő (2022. január 1.). Saumeray Charonville, Trizay-lès-Bonneval és Dangeau községekkel határos.

## Népesség
A település népessége az elmúlt években az alábbi módon változott:
| Lakosok száma | 413  | 295  | 333  | 405  | 459  | 479  | 491  | 505  | 492  | 467  |
|               | 1968 | 1982 | 1990 | 2006 | 2013 | 2015 | 2017 | 2019 | 2020 | 2022 |